# Cheswold (Automarke)
Cheswold war eine britische Automobilmarke, die 1911–1916 von der E. W. Jackson & Son Ltd. in Doncaster (Yorkshire) gefertigt wurde.
Es wurde nur ein Modell gefertigt, der 15.9 hp. Der offene Tourenwagen besaß einen Vierzylinder-Reihenmotor mit 2,6 l Hubraum. Der Radstand betrug 2.946 mm. Typisch waren der hinter dem Motor angeordnete Kühler und die geschwungene Motorhaube, die an die zeitgenössischen Renault erinnerte.
1916 wurde die Fertigung kriegsbedingt eingestellt.

## Modelle
| Modell  | Bauzeitraum | Zylinder | Hubraum  | Radstand |
| ------- | ----------- | -------- | -------- | -------- |
| 15,9 hp | 1911–1916   | 4 Reihe  | 2610 cm³ | 2946 mm  |

## Quelle
- David Culshaw & Peter Horrobin: The Complete Catalogue of British Cars 1895–1975. Veloce Publishing plc. Dorchester (1999).  ISBN 1-874105-93-6